# Leipziger Volkszeitung
Le Leipziger Volkszeitung (abrégé en LVZ) est le seul quotidien local de Leipzig. Jadis un important journal du mouvement ouvrier, il a été fondé le 1er octobre 1894 et adoptait à l'époque une orientation socialiste.
Son rédacteur en chef est, depuis 2003, Bernd Hilder (de), qui a succédé à Hartwig Hochstein (de).
Friedrich Seger (1867-1928), homme politique et journaliste allemand, y fut rédacteur de 1901 à 1928. Franz Mehring en fut le rédacteur en chef de 1902 à 1907. Henri de Man, théoricien du néo-socialisme, collabora activement avec le journal avant la Première Guerre mondiale.
Rosa Luxemburg y écrivit de nombreux articles.

Logo de l'ERA de l'Allemagne de l'Est